# Ripieno
El ripieno és un grup nombrós d'instruments dintre del concerto grosso propi dels segles xvii i xviii. Aquest grup dialoga amb el concertino (conjunt d'instruments solistes). El ripieno és també anomenat tutti. L'alternança entre els solistes i tot el grup crea contrastos de plans sonors propis del barroc. A l'època barroca els esdeveniments històrics fan exaltar la vida i reflexionar sobre la mort; això en pintura es manifesta amb el clar-obscur, com a contrast i testimoni de la lluita entre la vida i la mort. En la música aquest efecte s'obté amb el concertino i el ripieno, com és també una forma de jugar amb la intensitat sonora i els blocs temàtics per fer més atractiva l'obra.
A la banda de música, el terme es fa servir de manera similar per designar els intèrprets que no estan a la taula principal, especialment els clarinets i cornetistes de les bandes militars.
L'expressió senza ripieni és una instrucció per jugar sense els ripienistes; aquesta instrucció es troba sovint a les obres de Händel.